# Flutter Entertainment
Flutter Entertainment plc (ранее Paddy Power Betfair plc) — букмекерская холдинговая компания, созданная в результате слияния Paddy Power и Betfair, а затем поглотившая The Stars Group. Зарегистрирована на Лондонской фондовой бирже и входит в индекс FTSE 100.
Холдинг работает под разными брендами, включая Adjarabet, BetEasy, Betfair, FanDuel, FOX Bet, Full Tilt Poker, Paddy Power, PokerStars, Sky Bet, Sportsbet.com.au, Timeform и TVG Network.

## История
Paddy Power и её британский конкурент Betfair договорились о слиянии 8 сентября 2015. Доли в новой компании распределили следующим образом — 52 % бывшим акционерам Paddy Power и 48 % бывшим акционерам Betfair. Слияние было завершено 2 февраля 2016 5 апреля 2016 объявлено о закрытии 650 рабочих мест в Великобритании и Ирландии.
В феврале 2019 года компания объявила о приобретении контрольного пакета акций (51 %) грузинской компании Adjarabet, с возможностью приобретения оставшихся 49 % на протяжении трёх лет.
6 марта 2019 Paddy Power Betfair объявила о переименовании в Flutter Entertainment. 2 октября 2019 Flutter Entertainment объявил о покупке канадской компании The Stars Group за 6,95 млрд долларов США, создав крупнейшую в мире азартную компании по доходам.

## Оперирование активами
Компания ведёт свою деятельность под отдельными брендами в Великобритании, Ирландии, Грузии, Италии и США.
В Великобритании и Ирландии работают более 600 пунктов приёма ставок, онлайн деятельность холдинга представлена брендами Paddy Power и Betfair. В Австралии компания владеет брендом Sportsbet.
Подразделение в Соединенных Штатах включает бренд FanDuel, Fox Bet (в партнерстве с Fox Corporation и её дочерней компанией Fox Sports Media Group) а также TVG Network, которая состоит из телеканала о гонках, сети для приема ставок pari mutuel, которая действует в тридцати пяти штатах. В Нью-Джерси у компании есть онлайн-казино и биржа ставок на лошадиные скачки.
Как и Paddy Power, регулятором Betfair является Комиссия по азартным играм (Великобритания).